# Saudi-Arabiens flag
Saudi-Arabiens flag (arabisk: علم المملكة العربية السعودية) er grønt med den muslimske trosbekendelse over et hvidt sværd. Den grønne farve menes at have været profeten Muhammeds foretrukne farve. Flaget blev i sin nuværende form indført den 15. marts 1973 og har størrelsesforholdet 2:3. Flaget benyttes på land og til søs som stats- og orlogsflag.
Saudi-Arabiens flag har sit ophav i wahhabitternes grønne flag med Shahadah, islams trosbekendelse, påskrevet. Flaget er kendt fra slutningen af 1800-tallet. Tidlige varianter kunne også have en hvid stribe ved stangsiden af flagdugen. Sværdet kom med i 1902, da Ibn Saud blev konge af Nejd og står som symbol for hans indsats og erobringer. Flaget, som også forekom i varianter med hvid stribe og to korslagte kors, blev videreført, da Kongeriget Saudi-Arabien blev etableret i 1932.
Siden trosbekendelsen er hellig, skal flaget ikke bruges i uværdige eller uegnede sammenhænge, for på eksempel t-shirts og lignende. Da FIFA planlagde at lave en fodbold med flagene til alle deltagerlandene ved VM i fodbold 2002, protesterede Saudi-Arabien. Af samme grund flager man ikke på halv under sorg.

## Tidligere flag
- Nejds flag 1744-1891
- Nejds flag 1902-1921
- Nejds flag 1921-1926
- Nejds flag 1926-1932

- Hijaz' flag 1916-1917
- Hijaz' flag 1917-1920
- Hijaz' flag 1920-1926
- Hijaz' flag 1926-1932